# Die Schlüssel (1974)
Die Schlüssel ist ein deutscher Spielfilm der DEFA von Egon Günther aus dem Jahr 1974.

## Handlung
Ric, eine Arbeiterin aus einem Glühlampenwerk und Klaus, ein Maschinenbaustudent, ein junges ostdeutsches Paar, wollen im Sommer 1972, dem Jahr, in dem für die Deutschen aus der DDR erstmalig nach dem Zweiten Weltkrieg visafreies Reisen in die Tschechoslowakei und die VR Polen gestattet wurden, eine Urlaubsreise in die polnische Stadt Krakau machen. In einer langen Eingangssequenz beobachtet der Film, wie Ric sich mehrfach dafür umzieht. Am Ende entscheidet sie sich für die Farbe Weiß. Auf einem Plattenspieler läuft die Arie „Habanera“ aus der Oper „Carmen“ von Georges Bizet. Am Flughafen ist es ein großes Diskussionsthema, ob sie im Hotel getrennte oder ein gemeinsames Zimmer bekommen werden, da sie nicht verheiratet sind. Dass währenddessen Flüge nach Zürich und Paris aufgerufen werden, Orte, die sie als DDR-Bürger nie sehen werden, scheinen beide nicht wahrzunehmen.
Bei einem Zwischenstopp in Warschau lernen sie den polnischen Historiker Kendzierski und seine Frau kennen, die beide nach Paris wollen. Ric und Klaus erhalten von ihnen die Schlüssel für ihre Wohnung in Krakau. Dort angekommen fragt sie ein Taxifahrer, ob sie aus Deutschland kämen. Ric antwortet, dass sie aus Berlin kommen, aus der DDR. Der Taxifahrer bietet ihnen an, Geld zu tauschen. Ric und Klaus streifen neugierig durch den mittelalterlichen Stadtkern Krakaus, der ehemaligen Hauptstadt Polens. In einer Kathedrale nehmen sie an einer Führung in deutscher Sprache teil, die sie auf die uralte polnische Kulturgeschichte verweist. Ric beobachtet dabei eine Frau, die im Schatten einer Säule steht und weint, traut sich aber nicht, sich ihr zu nähern. In einem Restaurant kritisiert Klaus von der Fremdheit ringsum eingeschüchtert, Ric, sie solle den Kuchen nicht so in sich hineinstopfen. Ric sieht, während sie beide die besondere Höflichkeit der polnischen Männer gegenüber den Frauen mit ihren Handküssen beobachten, am Arm einer Frau eine eintätowierte Nummer, sagt aber nichts. Sie gehen in ein Konzert, in dem der Sänger einer polnischen Rockband mit seinem gestisch und musikalisch intensiven Gesang etwas sehr bedeutsames vorzutragen scheint, das sie aber nicht verstehen können. Während Klaus naiv zuhört, sieht Ric sich um und beobachtet im Publikum Menschen aller Altersklassen, auch sehr alte Menschen, die alle von dem Vortrag der Musiker berührt sind. Auf der Straße findet eine katholische Prozession statt, an der sich ebenfalls Menschen aller Altersklassen, auch Kinder, beteiligen. Eine Frau mit schlechten Zähnen erklärt, dass diese Prozession an ein historisches Ereignis erinnern soll. Der König von Krakau hatte einst einen Bischof, der sich ihm widersetzte, ermorden lassen. Während allen Beteiligten Ernsthaftigkeit und Anteilnahme ins Gesicht geschrieben steht, bleiben die beiden Ostdeutschen eher naiv und verwundert. Sie wirken verloren zwischen diesen Menschen, die das große Thema ihrer Geschichte und Identität bei allen Unterschieden zu verbinden scheint.
Auf dem weiteren Weg durch die Stadt, fragt Klaus vor einer Ruine, auf deren Bauzaun ein Plakat mit dem Kopf von Lenin abgebildet ist, was sie eigentlich hier suchen, sie könnten doch nicht nur herumlaufen und Kuchen essen. Wieder in der Wohnung angekommen, wirken sie voneinander isoliert. Sie sprechen nicht über das Erlebte. Auf ein sexuelles Angebot Rics geht Klaus nicht ein. Ric stöbert in den persönlichen Dingen der Kendzierskis und findet das Foto einer älteren Frau. Als sie es sich mit einer Lupe näher beschaut, entdeckt sie auch auf dem Arm dieser Frau eine eintätowierte Häftlingsnummer. Erst als Ric in den Schallplatten ihrer Gastgeber eine Platte mit derselben Musik findet, die sie vor ihrer Abreise gehört hat und sie auflegt, löst sich die unbestimmte Hilflosigkeit des jungen Paares. Unter der Dusche kommt es sich wieder etwas näher. Verwandte und Nachbarn, die sich wundern, wer sich in der Wohnung des verreisten Historikerehepaars aufhält, unter ihnen ein polnischer Soldat, drängen in die Wohnung. Mühsam können Klaus und Ric erklären, dass sie sich rechtmäßig in ihr aufhalten. Ein Polizist nimmt ihre Daten in ein Anmeldeformular auf und weist sie an, ein Papier, dass sie nicht lesen können, zu unterschreiben.
Durch diesen Vorfall lernen sie mehrere junge Polen kennen, die ihnen das Land näherbringen wollen. Mit dem Soldaten fahren sie mit einem VW Käfer nach Nowa Huta in die Lenin-Hütte, ein Stahlwerk. Unterwegs beobachten sie die Landschaft und mehrere Reiter. Klaus scheint auf der Fahrt mit dem Cabriolet, bei der er die Mütze des Soldaten auf dem Kopf trägt, das erste Mal fröhlich und übermütig zu sein. Im Stahlwerk beobachten sie in einer riesigen Halle die polnischen Arbeiter in ihren Asbestanzügen an den Hochöfen zwischen den Aschehaufen bei einem Stahlabstich. Jemand erklärt ihnen, dass die Öfen niemals ausgehen dürfen und die Arbeiten in drei Schichten ununterbrochen an diesen Öfen stehen. Während dieser Erklärung fängt Ric plötzlich heftig an zu weinen und schluchzt: „Es ist alles so schwer.“ Was sie damit meint, bleibt offen. Eine ältere, etwas Deutsch sprechende Arbeiterin mit metallenen Schneidezähnen tritt zu den Gästen, um von ihrer schweren Arbeit zu erzählen. Sie sagt, dass es wichtig sei, sich mit den Dingen abzufinden.
Wieder zurück in Krakau, werfen sie sich erneut in das Leben der Stadt, in der gerade die Jugend vom Bürgermeister, für einige Tage, traditionsgemäß die Herrschaft über Krakau übertragen bekommen hat. Sie versuchen, polnisch zu lernen, um eine Dose Nivea-Creme zu kaufen. Im Gegensatz zu Klaus, der eine methodische Art mit einem grammatikalischen Wörterbuch vorzieht, lernt Ric einfach Sätze auswendig. Klaus nennt das abfällig die „Schliemann-Methode“. Trotzdem gelingt es Ric im Gegensatz zu Klaus die gewünschte Creme zu kaufen. Als Ric außerdem mit einer gewaltigen lilafarbenen Sonnenbrille den Laden verlässt und auf Klaus zukommt, beginnen die beiden Ostdeutschen zum ersten Mal miteinander herumzualbern. Ric verlangt von Klaus sich zu entfernen und sich ihr zu nähern wie ein polnischer Mann. Klaus tut dies und begrüßt sie auf Polnisch und gibt ihr einen Handkuss. Mit dem Soldaten fahren sie durch eine feiernde Menge junger Leute. Ein Teil von ihnen trägt historische Kostüme und Masken. Es findet augenscheinlich ein internationales Fest statt. Auf einer Wand kommt mehrmals die Zahl 72 ins Bild. Ein ehemaliger französischer Politiker wird interviewt und berichtet, dass er als junger Mann von der deutschen Gestapo verhaftet wurde, aber fliehen konnte. Auf eine Frage zum Vietnamkrieg, sagt er, dass er allen Vietnamesen Frieden wünsche und froh sei, dass Frankreich mit diesem Krieg nichts mehr zu tun habe. Auch eine Gruppe britischer Sportler wird von Reportern befragt. In dem Stimmengewirr fällt mehrmals das Wort Auschwitz. Ein Bild von Che Guevara wird zwischen den feiernden jungen Menschen gezeigt.
Unter den neuen Eindrücken beginnt Ric ihre Beziehung zu Klaus in einem neuen Licht zu sehen. Sie spürt, wie anders er auf alles reagiert und fühlt sich verletzt. Sie fährt mit einer Straßenbahn zu Betriebsschluss mit bis in ein Depot und spricht in einen längeren Monolog in der dunklen Straßenbahn über ihre Unfähigkeit, sich nach Klaus Vorstellungen weiterzuentwickeln. Es wird ihr klar, dass sie ihm intellektuell nie gewachsen sein wird. Er wird seinen Weg machen, während sie immer eine Arbeiterin bleiben wird, die nur ein glückliches Familienleben mit Mann und Kindern möchte, wozu sie sich bekennt. Ein älterer polnischer Straßenbahner setzt sich zu ihr und spricht sie an. Nach Verständigungsschwierigkeiten sagt er zu ihr in gebrochenem Deutsch, dass sie sich ausruhen und schlafen gehen müsse. Etwas unwillig bestätigt der Alte, dass er die deutsche Sprache im Krieg habe lernen müssen.
Am nächsten Tag unter der Dusche nimmt Ric ihre gesamten Äußerungen im Selbstgespräch zurück, während Klaus in der Küche sitzt, sie aber nicht hören kann. Als Ric aus der Dusche kommt, entdeckt sie, dass Klaus nicht mehr anwesend ist und denkt, dass er sie verlassen hat. In ihrer Panik rennt sie auf die Straße, um ihn zu suchen und gerät unter eine Straßenbahn. Klaus, der nur bei einem Nachbarn eine Zigarette holen war, findet nun die Wohnung leer und sucht seinerseits Ric und findet sie tot unter der Straßenbahn liegen. Ihr Tod ist für Klaus ein Schock. Die Polizei fragt ihn, ob Ric krank gewesen wäre. Eigentümlicherweise braucht Klaus einige Zeit, bisher diese Frage verneint. Der Polizist erklärt ihm, dass möglicherweise ein schuldhafter Vorgang zu klären sei, deshalb müsse Ric obduziert werden. Während der Begegnung mit Anteil nehmenden Menschen und bei der Abwicklung der Überführungsformalitäten mit den polnischen Behörden mit Hilfe der Freundin des Soldaten und einem hilflosen Vertreter der Botschaft der DDR wirkt er apathisch. Rics Leichnam wird in einen hölzernen Güterwagon Richtung DDR verladen. Der Wagons erinnert an jene, mit denen die Deutschen im Krieg ihre Opfer nach Auschwitz transportiert haben und später die Deutschen aus den nunmehr polnischen Gebieten deportiert wurden. Ein Bahnarbeiter verriegelt und versiegelt die Schiebetür. Dann malt er mit Kreide ein großes weißes Kreuz auf den Wagon. Klaus steht auf einer Brücke und weint. Eine polnische Frau mit einem Kind an der Hand versucht ihn mit dem deutschen Sprichwort „Die Zeit heilt alle Wunden“ zu trösten. Klaus geht in die Wohnung der Kendzierskis, für die er eine Flasche Schnaps gekauft hat und beginnt einen Dankesbrief zu schreiben.

## Produktion
Das Szenarium lag in den Händen von Helga Schütz und für die Dramaturgie war Werner Beck zuständig. Die Schlüssel wurde von der Künstlerischen Arbeitsgruppe „Berlin“ auf ORWO-Color gedreht und hatte seine Uraufführung am 21. Februar 1974 im Berliner Kino International. Im Fernsehen wurde der Film erst nach der Wende am 1. Mai 1993 im ARD-Programm S3 gezeigt. Die Aufnahmen in Krakau entstanden mit Unterstützung der Filmgruppe „Iluzjon“ aus Warschau.
In einer katholischen Prozession für den polnischen Nationalheiligen Stanislaus von Krakau, die am 8. Mai 1972 auf der Krakauer Burg stattfand, ist in der letzten Einstellung des Prozessionszugs kurz sein Nachfolger Erzbischof Wojtyła zu sehen, der spätere Papst Johannes Paul II.
Auf Grund von Einwendungen des ZK der SED, des Kulturministeriums und der Polnischen Botschaft in der DDR wurde der bereits 1972 fertiggestellte Film (2649 Meter) in mehreren Etappen insgesamt um etwa 187 Meter gekürzt. Der Minister für Kultur Hans-Joachim Hoffmann schreibt nach Fertigstellung des Films an Kurt Hager: „Wir werden ihn eine Weile laufenlassen und dann aus dem Verkehr ziehen“. Für den Export wurde der Film nicht freigegeben. Der bereits erfolgte Verkauf an die CSSR und der Vertrag mit der Bundesrepublik Deutschland wurden storniert.

## Kritik
„Jutta Hoffmann als das Mädchen Ric wieder unverkennbar mit der ihr eigenen, aber auch durch die Persönlichkeit des Regisseurs geprägten Ausdrucksweise, jener Paarung von mimisch-gestischer Genauigkeit und nuancierter Sprachbehandlung, die den Eindruck entstehen lässt als würden die Texte erst vor der Kamera geboren. Bemerkenswert der Monolog in einer nächtlichen Straßenbahn, über den sich ein ganzer Mensch mit seinen Gefühlen und Konflikten eröffnet.“

„Dieser Liebesfilm, der sich mit einer Reportage über das Krakower Leben verbindet, will als Ganzes so gelungen nicht erscheinen, wie seine vielen schönen Einzelheiten. Er hat etwas Fragmentarisches an sich, er wird oft auch zu einer bloßen Reihung solcher Einzelheiten, ohne dass diese nun in einem wirklichen Zusammenhang stehen. Egon Günther meinte in einem Interview, dass der Film „versucht, nicht dramaturgische Regeln zu befolgen, sondern herauszufinden trachtet, wie Realität funktioniert, nicht, wie Dramaturgie funktioniert …“. Ein ebenso frappierendes wie bedenkenswertes ästhetisches Programm ist das, das einen ganzen, außerordentlich gewichtigen Beitrag zur Theorie des filmischen Realismus enthält. Ob es stichhaltig ist, dafür allerdings liefert der Film den Beweis nicht ganz.“

Das Lexikon des internationalen Films nannte den Film einen ethisch-moralisch bedenkenswerten, formal reizvollen, allerdings nicht leicht zu rezipierenden Film. Die Regie bevorzugte statt eines starren Drehbuchs frei improvisierte Happenings – eine Ausnahme innerhalb der DEFA-Produktion.